# Ťapešovo
Ťapešovo és un poble i municipi d'Eslovàquia que es troba a la regió de Žilina, al centre-nord del país.

## Demografia
| Godina             | 1994 | 2004    | 2014    | 2024    |
| ------------------ | ---- | ------- | ------- | ------- |
| Nombre de persones | 557  | 613     | 688     | 848     |
| Diferència         |      | +10,05% | +12,23% | +23,25% |

| Godina             | 2023 | 2024   |
| ------------------ | ---- | ------ |
| Nombre de persones | 828  | 848    |
| Diferència         |      | +2,41% |